# Bassecoia
Bassecoia B.L.Burtt – rodzaj roślin z rodziny przewiertniowatych Caprifoliaceae. Obejmuje trzy gatunki rosnące w południowych Chinach, w północnej Mjanmie, w Sikkimie i Nepalu. Wszystkie związane są z górskimi (ponad 2000 m n.p.m.), skalistymi siedliskami.  

## Morfologia
PokrójByliny o drewniejącej nasadzie pędu.
LiścieZebrane w rozetę przyziemną, całobrzegie lub głęboko, nieregularnie wcinane.
KwiatyZebrane w kulistawe główki na szczycie bezlistnej szypuły, wsparte okazałymi listkami okrywy. Korony kwiatów są kremowobiałe, żółtawe, jasnoróżowe do fioletowych. Kielich trwały z 12–16 ośćmi szczecinkowatymi lub z 20–24 pierzastymi. Kubkowaty kieliszek z 8 szerokimi bruzdami, mocno owłosiony.

## Systematyka
Rodzaj z rodziny przewiertniowatych Caprifoliaceae, w której obrębie należy do podrodziny Dipsacoideae A. Eaton. (1836) i wyodrębniany jest w monotypowe plemię Bassecoieae V. Mayer & Ehrend. (2013).
Wykaz gatunków
- Bassecoia bretschneideri (Batalin) B.L.Burtt
- Bassecoia hookeri (C.B.Clarke) V.Mayer & Ehrend.
- Bassecoia siamensis (Craib) B.L.Burtt